# ASP.NET MVC Framework
Il framework ASP.NET MVC è un tipo di Model-View-Controller sviluppato dalla Microsoft come aggiunta ad ASP.NET, offrendo un'alternativa al modello ASP.NET Web Forms, che viene utilizzato per la creazione di applicazioni web.
Per costruire un'applicazione web si procede alla composizione di tre ruoli distinti:
- il model (ovvero il modello dei dati, le entità e le relazioni tra esse),
- la view (cioè la vista, il codice HTML che crea l'interfaccia utente) e
- il controller (il codice di controllo che contiene la logica applicativa del programma).

## Storia
Il nome deriva dal fatto che il framework adotta il noto pattern Model-View-Controller (MVC).
Il codice sorgente di ASP.NET MVC è stato pubblicato da Microsoft nell'aprile 2009 sotto licenza Microsoft Public License (MS-PL).
In seguito, nel marzo 2012, Scott Guthrie ha annunciato sul suo blog che Microsoft avrebbe pubblicato parte della sua suite di componenti web, tra cui ASP.NET MVC, sotto Licenza Apache 2.0.